# 山東理二
山東 理二（さんとう まさじ、1957年（昭和32年）10月21日 -）は、日本の実業家。日本の建設会社、エンジニアリング会社である千代田化工建設の元社長。

## 経歴
山東康男、貞子の子として和歌山市に生まれる。灘高等学校卒業後、1976年（昭和51年）東京大学に入学。1981年（昭和56年）東京大学法学部卒業後、三菱商事入社。スペインに留学後、ヒューストンに7年、チリに8年駐在。2009年（平成21年）4月 智利三菱商事社長、2012年（平成24年）4月 三菱商事執行役員、智利三菱商事会社社長、同年7月 同社執行役員、環境・インフラ事業本部長、2013年（平成25年）6月 千代田化工建設社外取締役、同年7月 三菱商事執行役員、インフラ事業本部長兼環境事業本部長2015年（平成27年）4月 同社執行役員、インフラ事業本部長2016年（平成28年）4月 同社執行役員、中南米統括を歴任。2017年（平成29年）4月に千代田化工建設副社長執行役員に就任、同年6月中垣啓一代表取締役社長代行に代わり代表取締役社長に就任した。社長在任中は経営再建中の同社で、2021年（令和3年）2月に1兆3000億円でカタールの大型液化天然ガス（LNG）プラントを受注するなど大型受注を重ね、再生計画の実行に尽力した。2021年（令和3年）6月、エンジニアリング協会理事長に就任。2022年（令和4年）4月、千代田化工建設特別顧問に退いた。